# Szowinizm

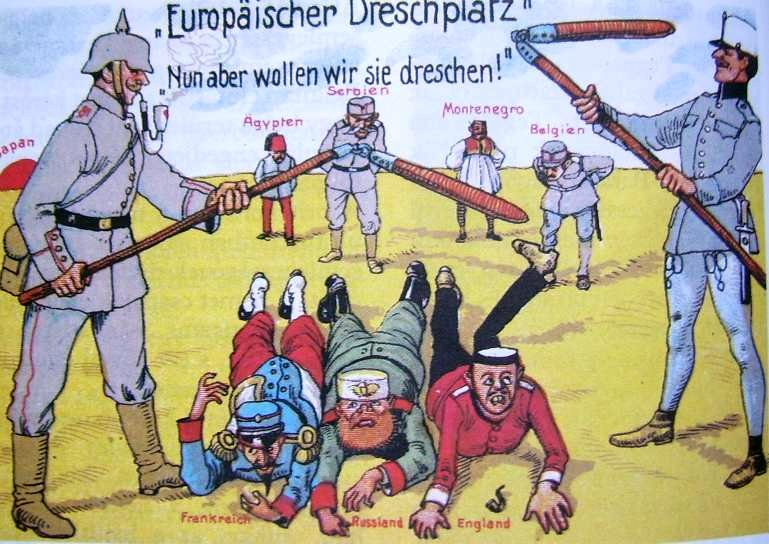
Europejskie Klepisko. Austro-Węgierska pocztówka z okresu I wojny światowej o charakterze szowinistycznym

Szowinizm (fr. chauvinisme) – forma skrajnego nacjonalizmu w postaci bezkrytycznego uwielbienia własnego narodu, wiary w jego wyższość połączonego z wrogością względem innych nacji. W szerszym znaczeniu analogiczne przeświadczenie pewnych grup ludzi względem innych (nie zawężające się do narodów).
Szowinizm rozszerzył swoje pierwotne znaczenie o fanatyczne oddanie i nadmierną stronniczość w stosunku do każdej grupy lub sprawy, do jakiej się należy, zwłaszcza gdy obejmuje to uprzedzenia lub wrogość wobec osób z zewnątrz, lub grup rywalizujących, i utrzymuje się nawet w obliczu przeważającego oporu. Szowinista postrzega własnych ludzi jako niepowtarzalnych i wyjątkowych, podczas gdy reszta ludzi jest uważana przez niego za słabych lub podrzędnych. To francuskie pojęcie funkcjonuje analogicznie do brytyjskiego terminu jingoizm, który zachował swoje znaczenie jako szowinizm ściśle w swoim pierwotnym rozumieniu, to znaczy jako postawa agresywnego nacjonalizmu.

## Etymologia
Wyrażenie pochodzi od Nicolasa Chauvin, legendarnego żołnierza napoleońskiego znanego z komedii Le soldat laboureur Eugene'a Scribe'a. Bohater tej opowieści, rolnik, był fanatycznie i naiwnie oddany Napoleonowi.

## Szowinizm płciowy

### Męski szowinizm
Męski szowinizm opiera się na przekonaniu, że mężczyźni są lepsi od kobiet. Pierwsze udokumentowane użycie sformułowania „męski szowinizm” znajduje się w sztuce z 1935 roku Clifforda Odeta Till the Day I Die.

### Kobiecy szowinizm
Kobiecy szowinizm to przekonanie, że kobiety moralnie przewyższają mężczyzn, i uważany jest on za antyfeministyczny. Termin ten został przyjęty przez krytyków niektórych rodzajów lub aspektów feminizmu; godnym uwagi przykładem jest feministka drugiej fali Betty Friedan, która w swoich postulatach wykluczała lesbijki i czarnoskóre kobiety.
Ariel Levy posłużyła się tym określeniem w pokrewnym, aczkolwiek przeciwnym znaczeniu w swojej książce Female Chauvinist Pigs, w której twierdzi, że wiele młodych kobiet w Stanach Zjednoczonych i poza nimi odtwarza męski szowinizm i dawne mizoginistyczne stereotypy.